# Tour de Francia 1932
El 26º Tour de Francia se disputó entre el 6 de julio y el 31 de julio de 1932 con un recorrido de 4520 km dividido en 21 etapas. El vencedor cubrió la prueba a una velocidad media de 29,31 km/h.
André Leducq, quien también ganó seis etapas, ganó la carrera, gracias al sistema de bonificación; Si el sistema de bonificación no hubiera existido, el margen entre Leducq y Kurt Stöpel solo hubiera sido de tres segundos.

## Cambios desde el Tour anterior
En el Tour de Francia de 1931, había un sistema de bonificación de tiempo, que daba 3 minutos de bonificación al ganador de la etapa, si terminaba más de tres minutos por delante del segundo ciclista en esa etapa. En 1932, este sistema de bonificación cambió: ahora el ganador de la etapa recibía 4 minutos, el ciclista en segundo lugar 2 minutos y el ciclista en tercer lugar 1 minuto, más tres minutos adicionales si el margen era de más de tres minutos. El sistema de bonificación fue inventado pensando en los velocistas, quienes pierden mucho tiempo en las montañas, para darles así la oportunidad de luchar por la clasificación general.
El número de etapas disminuyó de 24 a 21. La distancia total también disminuyó, por lo que la longitud promedio por etapa se mantuvo casi igual, 215 km (en comparación con 160-170 km en los recorridos modernos). 

## Equipos
Por tercer año, la carrera se realizó en el formato de equipo nacional, con cinco equipos diferentes. Bélgica, Italia, Suiza y Francia enviaron un equipo con ocho ciclistas, mientras que Alemania y Austria enviaron un equipo combinado, con siete ciclistas alemanes y un ciclista austríaco. Además, 40 ciclistas se unieron como touriste-routiers.
Charles Pélissier, que había ganado 13 etapas en los Tours de 1930 y 1931, y Antonin Magne, el ganador de 1931, estuvieron ausentes del equipo francés. Aun así, había tantos buenos ciclistas franceses en ese momento que el equipo francés aún se consideraba superior.
El equipo italiano incluyó tres ganadores del Giro de Italia: el ganador del Giro de Italia de 1930, Luigi Marchisio; el ganador del Giro d'Italia de 1931, Francesco Camusso y el ganador del Giro d'Italia de 1932, Antonio Pesenti.
El equipo belga tenía a Jef Demuysere, que había luchado por la victoria en el Tour anterior hasta el final y había terminado segundo, y el dos veces campeón mundial Georges Ronsse.

## Equipos participantes
Participaron 80 ciclistas de los que solo llegaron a París 57 ciclistas.
| Equipos participantes |                   |
| Dorsales              | Equipo            |
| --------------------- | ----------------- |
| 1-8                   | Bélgica           |
| 9-16                  | Italia            |
| 17-24                 | Suiza             |
| 25-32                 | Alemania/ Austria |
| 33-40                 | Francia           |
| 101-140               | Independientes    |

## Resumen de la carrera
En la primera etapa, los belgas tuvieron un buen comienzo. Jean Aerts ganó la etapa, con Jef Demuysere en segundo lugar. En la segunda etapa, hubo luchas en el equipo belga entre los ciclistas de habla holandesa y francesa. Aerst, de habla holandesa, no recibió el apoyo de sus compañeros de equipo de habla francesa, y perdió diez minutos en esa etapa, junto con los favoritos italianos. El alemán Kurt Stöpel ganó la etapa y se puso el maillot amarillo, gracias a la bonificación. Stöpel fue el primer ciclista alemán en liderar la clasificación general en el Tour de Francia. En la tercera etapa, la etapa más larga de este Tour con 387 km, Stöpel perdió la delantera ante André Leducq. Leducq mantuvo el liderazgo por el resto de la carrera, ganando seis etapas en el camino. En la quinta etapa, el español Vicente Trueba escapó y alcanzó primero la cima del Col d'Aubisque . En el camino hacia abajo, Benoît Fauré lo alcanzó y llegó primero al Tourmalet. Sin embargo, no ganó la etapa; ya que el italiano Antonio Pesenti lo atrapó. Detrás de los líderes en el escenario, Leducq estaba luchando por la posición de liderazgo en la clasificación general. No era un buen escalador, pero era uno de los mejores descendiendo. En una etapa, Leducq pinchó y recibió una rueda de su compañero de equipo Georges Speicher, quien ganaría el siguiente Tour.
En la décima etapa, Leducq casi pierde el liderato. Camusso había escapado y Stöpel lo había seguido. Leducq perdió más de cinco minutos en la vía, y aún más debido al tiempo de bonificación. Después de esa etapa, Stöpel estuvo a tres minutos de Leducq y Camusso a seis minutos. En la undécima etapa, Leducq pudo haber perdido la carrera. Benoît Fauré, un ciclista francés que viajaba como touriste-routier, escapó y fue seguido por Francesco Camusso. En un momento, estaban tan por delante que Camusso era el líder virtual, pero finalmente fueron atrapados.
Leducq también cruzó la línea de meta primero en la decimoctava etapa, pero el jurado lo relegó porque Albert Barthélemy lo había impulsado. 
Leducq y Stöpel terminaron en el mismo grupo para la mayoría de las etapas. Solo en cuatro etapas hubo una diferencia de tiemposː
- Etapa 3, cuando Leducq ganó 45 segundos
- Etapa 5, cuando Leducq ganó 20 segundos
- Etapa 10, cuando Stöpel ganó 2 minutos y 52 segundos
- Etapa 13, cuando Leducq ganó 1 minuto y 50 segundos

Sin el sistema de bonificación, la diferencia de tiempo entre Leducq y Stöpel fue de tres segundos. Leducq recibió 31 minutos de bonificación (seis primeros lugares, dos segundos lugares y tres terceros lugares), mientras que Stöpel recibió solo 7 minutos de bonificación (un primer lugar y tres terceros lugares)

## Resultados
El ciclista en llegar a la meta en el menor tiempo era el ganador de la etapa. Se registró el tiempo requerido por cada ciclista para llegar a la meta. En la clasificación general se sumaron todos los tiempos. Si un ciclista tenía una bonificación de tiempo, se le sustraía del total, y todas las penalizaciones se sumaban. El ciclista con el menor tiempo acumulado era el líder de carrera, identificado por el maillot amarillo.
La clasificación de equipos se calculó sumando los tiempos en la clasificación general de los tres mejores ciclistas de cada equipo, y el equipo con el menor tiempo acumulado era el ganador.

## Etapas
| Etapa | Fecha     | Recorrido                             | Distancia (km) | Ganador           | Líder        |
| ----- | --------- | ------------------------------------- | -------------- | ----------------- | ------------ |
| 1.ª   | 6 de jul  | París-Caen                            | 208            | Jean Aerts        | Jean Aerts   |
| 2.ª   | 7 de jul  | Caen-Nantes                           | 300            | Kurt Stoepel      | Kurt Stoepel |
| 3.ª   | 9 de jul  | Nantes-Burdeos                        | 387            | André Leducq      | André Leducq |
| 4.ª   | 11 de jul | Burdeos-Pau                           | 206            | Georges Ronsse    | André Leducq |
| 5.ª   | 12 de jul | Pau-Luchon                            | 229            | Antonio Pesenti   | André Leducq |
| 6.ª   | 14 de jul | Luchon-Perpiñán                       | 323            | Frans Bonduel     | André Leducq |
| 7.ª   | 16 de jul | Perpiñán-Montpellier                  | 168            | Frans Bonduel     | André Leducq |
| 8.ª   | 17 de jul | Montpellier-Marsella                  | 206            | Michele Orechia   | André Leducq |
| 9.ª   | 18 de jul | Marsella-Cannes                       | 191            | Rafaële Di Paco   | André Leducq |
| 10.ª  | 19 de jul | Cannes-Niza                           | 132            | Francesco Camusso | André Leducq |
| 11.ª  | 21 de jul | Niza-Gap                              | 233            | André Leducq      | André Leducq |
| 12.ª  | 22 de jul | Gap-Grenoble                          | 102            | Roger Lapébie     | André Leducq |
| 13.ª  | 23 de jul | Grenoble-Aix-les-Bains                | 230            | André Leducq      | André Leducq |
| 14.ª  | 24 de jul | Aix-les-Bains-Évian-les-Bains         | 204            | Rafaële Di Paco   | André Leducq |
| 15.ª  | 25 de jul | Évian-les-Bains-Belfort               | 291            | André Leducq      | André Leducq |
| 16.ª  | 26 de jul | Belfort-Estrasburgo                   | 145            | Gérard Loncke     | André Leducq |
| 17.ª  | 27 de jul | Estrasburgo-Metz                      | 165            | Rafaële Di Paco   | André Leducq |
| 18.ª  | 28 de jul | Metz-Charleville-Mézières             | 159            | Rafaële Di Paco   | André Leducq |
| 19.ª  | 29 de jul | Charleville-Mézières - Malo-les-Bains | 271            | Gaston Rebry      | André Leducq |
| 20.ª  | 30 de jul | Malo-les-Bains - Amiens               | 212            | André Leducq      | André Leducq |
| 21.ª  | 31 de jul | Amiens-París                          | 159            | André Leducq      | André Leducq |

## Clasificaciones

### Clasificación general
| Clasificación general |                   |                  |                   |
| Ciclista              | Ciclista          | Equipo           | Tiempo            |
| --------------------- | ----------------- | ---------------- | ----------------- |
| 1.º                   | André Leducq      | Francia          | 154 h 11 min 49 s |
| 2.º                   | Kurt Stöpel       | Alemania/Austria | + 24 min 03 s     |
| 3.º                   | Francesco Camusso | Italia           | + 26 min 21 s     |
| 4.º                   | Antonio Pesenti   | Italia           | + 37 min 08 s     |
| 5.º                   | Georges Ronsse    | Bélgica          | + 41 min 04 s     |
| 6.º                   | Frans Bonduel     | Bélgica          | + 45 min 13 s     |
| 7.º                   | Oskar Thierbach   | Alemania/Austria | + 58 min 44 s     |
| 8.º                   | Jef Demuysere     | Bélgica          | + 1 h 03 min 24 s |
| 9.º                   | Luigi Barral      | Independiente    | + 1 h 06 min 57 s |
| 10.º                  | Georges Speicher  | Francia          | + 1 h 08 min 37 s |

### Clasificación por equipos
| Clasificación por equipos |                  |                   |
| Equipo                    | Equipo           | Tiempo            |
| ------------------------- | ---------------- | ----------------- |
| 1.º                       | Italia           | 464 h 57 min 41 s |
| 2.º                       | Bélgica          | + 7 min 27 s      |
| 3.º                       | Francia          | + 11 min 50 s     |
| 4.º                       | Alemania/Austria | + 38 min 56 s     |
| 5.º                       | Suiza            | + 4 h 14 min 25 s |